# Third Lake
Third Lake – wieś w Stanach Zjednoczonych, w stanie Illinois, w hrabstwie Lake.